# Health maintenance organization
Pour les articles homonymes, voir HMO.
Aux États-Unis, un health maintenance organization ou HMO (en français, organisme d'assurance maladie) est un groupe d'assurance médicale qui fournit des services de santé moyennant une cotisation annuelle fixe. Il s'agit d'un organisme qui fournit ou organise la gestion des soins de santé pour les compagnies offrant des plans d'assurance maladie, les compagnies ayant des régimes de prestations de soins de santé autofinancés, les particuliers et d'autres entités, en assurant la liaison avec les prestataires de soins de santé (hôpitaux, médecins, etc.) sur une base de prépaiement.
La loi de 1973 sur l'organisation des soins de santé (Health Maintenance Organization Act of 1973 (en)) impose aux employeurs ayant 25 employés ou plus de proposer des options HMO certifiées au niveau fédéral si l'employeur propose des options de soins de santé traditionnelles.
Contrairement aux assurances maladie traditionnelles, une HMO couvre les soins dispensés par les médecins et autres professionnels qui ont accepté par contrat de traiter les patients conformément aux directives et restrictions de la HMO en échange d'un flux régulier de clients. Dans les cas d'urgence, les HMO couvrent les soins d'urgence, quel que soit le statut contractuel du prestataire de soins de santé.